# Josephine Onyia
Josephine Nnkiruka Onyia (Surulere, Lagos, 15 juli 1986) is een Nigeriaans-Spaanse hordeloopster, die is gespecialiseerd in de 100 m horden. In april 2007 veranderde ze, net als Glory Alozie, haar nationaliteit van Nigeriaanse naar Spaanse. Sinds 2008 heeft ze het Spaanse record in handen op de 100 m horden. In datzelfde jaar nam ze voor Spanje deel aan de Olympische Spelen.

## Loopbaan
In 2003 behaalde Onyia een zilveren medaille op de 100 m horden bij de Afrikaanse jeugdkampioenschappen in Garoua. Met een tijd van 13,76 s eindigde ze achter de Senegalese Gnima Faye (goud; 13,59) en voor de Algerijnse Samira Harrouche (brons; 14,27). Later dat jaar werd ze vierde op de wereldjeugdkampioenschappen.
Op de wereldkampioenschappen indooratletiek 2008 in het Spaanse Valencia kwalificeerde Josephine Onyia zich voor de finale. Na enkele horden smakte ze tot ontzetting van de toeschouwers tegen de grond en moest hierdoor genoegen nemen met een achtste plaats.
Op 1 juni 2008 verbeterde ze op 21-jarige leeftijd tijdens IAAF Golden League in Berlijn het Spaanse record op de 100 m horden, dat in handen was van Glory Alozie, naar 12,50. Haar record was genoeg voor de eindoverwinning en ze versloeg hiermee wereldindoorrecordhoudster Susanna Kallur (zilver) en wereldindoorkampioene Lolo Jones (brons). Na afloop liet ze optekenen: "Mijn tijd verbaasde me niet. Ik begon het seizoen met 12,64 dus ik wist dat ik in goede vorm was. Vandaag was een van de betere wedstrijden; ik ontspande me gewoon en kon doorlopen. Ik ben zo blij dat ik het Spaanse record verbeterde en nu wil ik doorgaan".
Op de Olympische Spelen in Peking ging Josephine Onyia op de 100 m horden voortvarend van start door haar serie te winnen in 12,68. Hierbij versloeg ze opnieuw Susanna Kallur, die als tweede overigens dezelfde tijd liet noteren. In de halve finale kon Onyia haar prestatie uit de serie niet evenaren en viel ze met haar tijd van 12,86 en een vijfde plaats buiten de finale.
Op 7 oktober 2009 maakte het Internationaal Sporttribunaal (CAS) bekend, dat Onyia voor twee jaar was geschorst vanwege twee positieve controles in september 2008. De sanctie was inmiddels op 22 september 2009 ingegaan. Onyia was tijdens een meeting in Lausanne op 2 september 2008 positief bevonden op het stimulerende product methylhexanamine. Onyia werd er derde op de 100 m horden. Elf dagen later was ze actief op de wereldatletiekfinale in het Duitse Stuttgart, waar zij de overwinning behaalde op de 100 m horden. Na afloop testte ze positief op clenbuterol. Nadat de Spaanse Atletiekfederatie (RFEA) de atlete volledig had vrijgesproken, legde de IAAF twee klachten neer bij het CAS. Dit hof beschouwde de twee positieve controles echter als één overtreding, omdat Onyia op het moment van de tweede controle nog niet op de hoogte was van het positieve resultaat van de eerste.
Josephine Onyia kan mogelijk wel strafvermindering verkrijgen, omdat ze al 316 dagen 'voorlopige schorsing' uitzat.
Onyia wordt getraind door voormalig Spaans recordhouder verspringen Rafael Blanquer.

## Persoonlijke records
Outdoor
| Onderdeel    | Prestatie | Datum       | Plaats    |
| ------------ | --------- | ----------- | --------- |
| 100 m        | 11,37 s   | 26 mei 2007 | Albufeira |
| 100 m horden | 12,50 s   | 1 juni 2008 | Berlijn   |

Indoor
| Onderdeel   | Prestatie | Datum            | Plaats    |
| ----------- | --------- | ---------------- | --------- |
| 60 m        | 7,24 s    | 13 februari 2008 | Peanía    |
| 50 m horden | 6,75 s    | 21 februari 2008 | Stockholm |
| 60 m horden | 7,84 s    | 8 maart 2008     | Valencia  |

## Palmares

### 60 m horden
- 2008: 8e WK indoor - 43,72 s
- 2008:  Europese Indoorcup - 7,93 s

### 100 m horden
Kampioenschappen
- 2003:  Afrikaanse jeugdkamp. - 13,76 s
- 2003: 4e WJK - 13,65 s
- 2007:  Wereldatletiekfinale - 12,70 s

Golden League-podiumplekken
- 2007:  Golden Gala – 12,67 s
- 2008:  ISTAF – 12,50 s
- 2008:  Bislett Games – 12,59 s
- 2008:  Weltklasse Zürich – 12,62 s